# Carlos Manuel de Céspedes

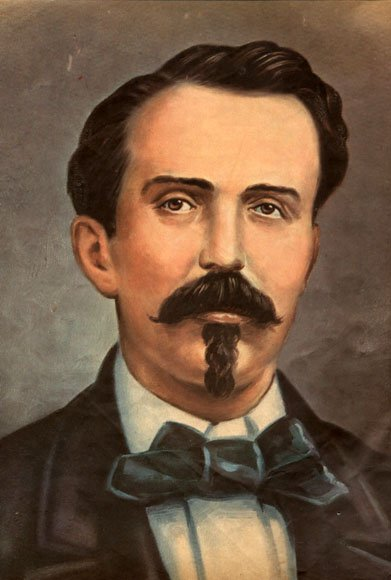
Carlos Manuel de Céspedes

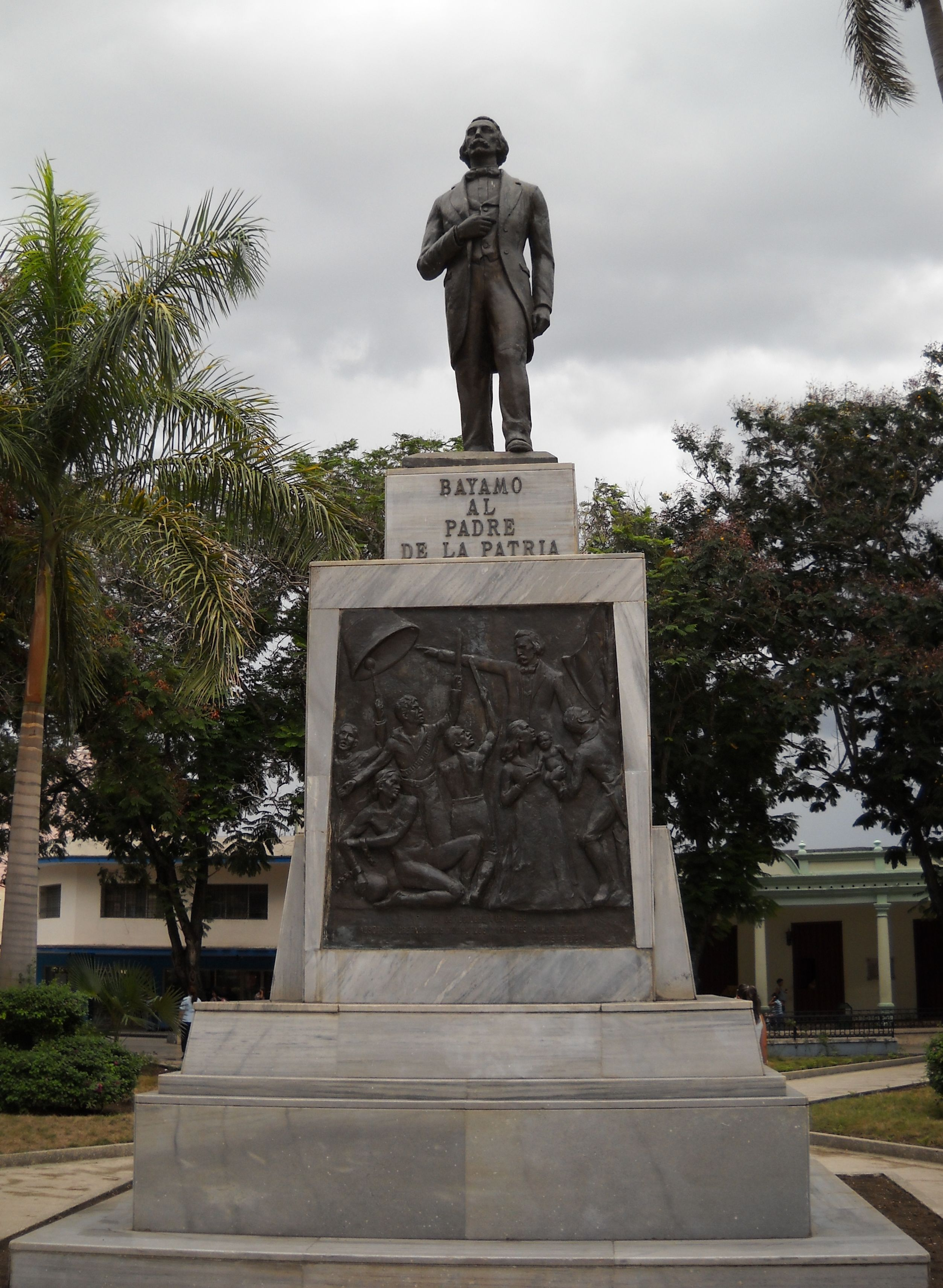
Standbeeld van Céspedes in Bayamo

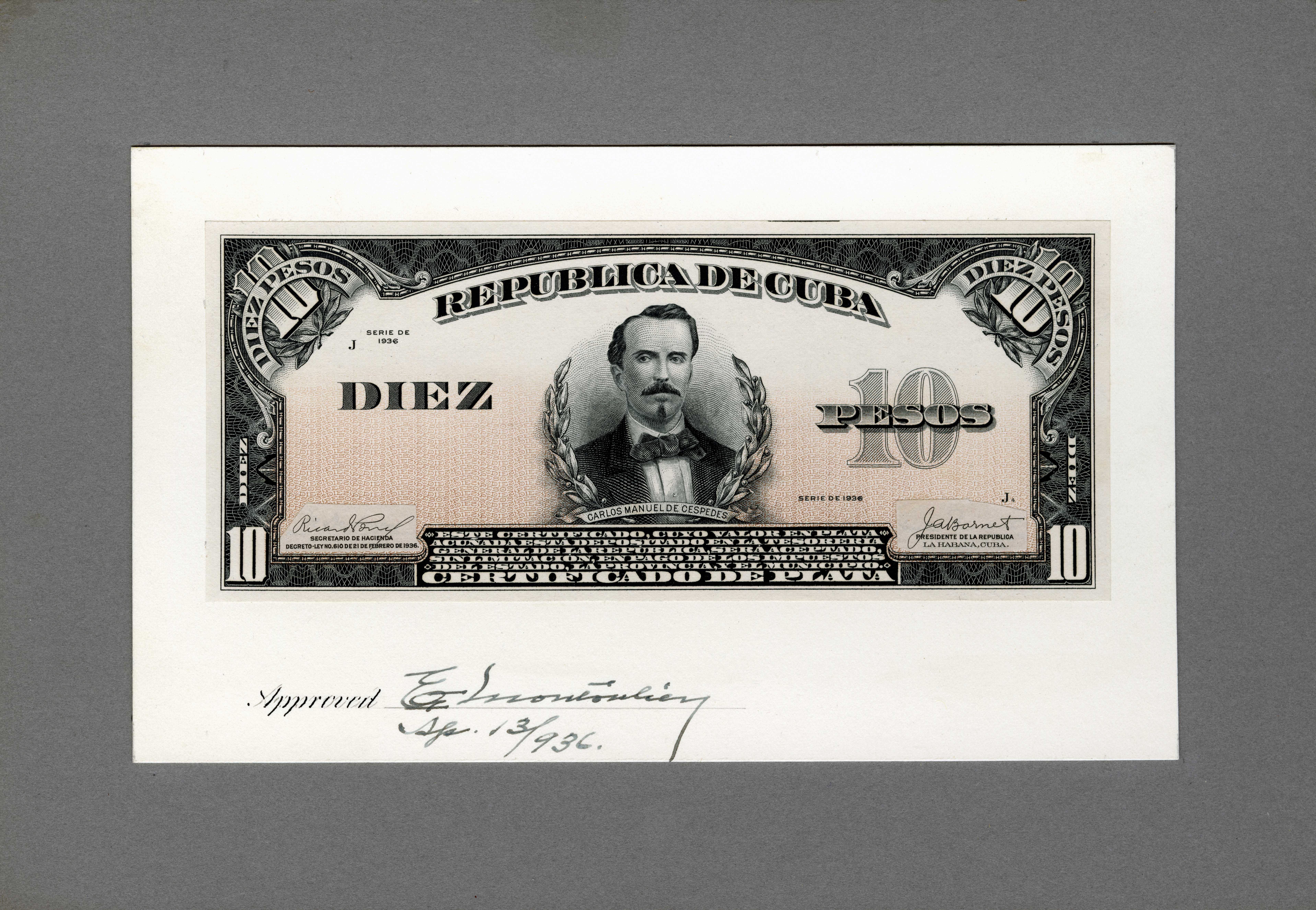
Céspedes op een bankbiljet van 10 peso

Carlos Manuel de Céspedes (Bayamo, 18 april 1819 – San Lorenzo, 27 februari 1874), in Cuba bijgenaamd vader des vaderlands, was een van de aanvoerders die vocht voor de onafhankelijkheid van Cuba tegen de Spanjaarden.
Hij is geboren in 1819 in Bayamo. Zijn familie waren actief in de suikerproductie. Hij studeerde rechten aan de universiteit van Havana, waar hij afstudeerde in 1840. Hij verhuisde naar Spanje om in Barcelona zijn rechtenstudie voort te zetten, daar nam hij deel aan revolutionaire en anti-regeringsactiviteiten. Hij werd in 1843 gearresteerd en gedwongen in ballingschap te gaan in Frankrijk. 
In 1844 keerde hij terug naar Cuba en werd advocaat in Bayamo. Hij zette zich in voor onafhankelijkheid van Spanje, desnoods te bereiken door middel van geweld. Hierbij kwam hij in contact met andere tegenstanders van het koloniale regime, zoals Salvador Cisneros Betancourt, Bartolomé Masó en Pedro Figueredo. Het merendeel van de oppositie kwam, net als Céspedes zelf, van suikerfamilies die in het oosten van het eiland actief waren.
Op 10 oktober 1868 deed hij de Grito de Yara (De kreet van Yara), waarin hij de onafhankelijkheid van Cuba uitriep. Dit was de start van de Tienjarige Oorlog. Toen de slaven de bel luidden, wat betekende dat ze weer aan het werk moesten, kwamen zij naar Céspedes in afwachting van de nieuwste orders. Céspedes benoemde ze allen tot vrij man en vroeg hun mee te vechten tegen de koloniale bezetter. Dit leverde hem de bijnaam vader des vaderlands op. Op 10 april 1869 werd hij gekozen tot president van de (kortstondige) republiek Cuba tijdens de oorlog. 
De oorlog was vooral een strijd tussen Oost- en West-Cuba. In het oosten zaten vooral boeren die minder afhankelijk waren van slavenarbeid. In het westen zaten de grote suikerrietplantages die veel gebruik maakten van slaven en zij kregen de steun van het leger van de Spaanse gouverneur-generaal. Na aanvankelijke successen keerden de kansen, de Spaanse troepen, gesteund door rijke Spaanse boeren en kooplieden, kregen de overhand. Céspedes werd op 28 oktober 1873 afgezet tijdens een leiderschapscrisis. In februari 1874 werd hij gedood door Spaanse troepen.
Zijn portret stond op het billet van 10 pesos tot 1959, vanaf toen werd zijn portret verplaatst naar het briefje van 100 pesos.
Zijn zoon Carlos Manuel jr., geboren in 1871 te New York, werd in 1909 de Cubaanse ambassadeur in Rome en was van 13 augustus tot 4 september 1933 de zesde president van het land.